# Нун
Нун в началото е първичният океан, за чийто модел служи разливащата се в делтата на река Нил или обширното езеро Мерис.
| W6 · W6 · W6 · pt | n · n · n | A40 |

| W6 · W6 · W6 · pt | n · n · n | A40 |

Въпреки многото различни митове за Сътворението на света, в които древните египтяни вярват, всички те имат поне едно общо нещо – Нун. Всеки мит посочва различен бог или божества като Творци, но всички те приемат, че същите тези богове произлизат от Нун, изначалния океан. Нун е дори повече от океан – той е безгранично пространство от неподвижна вода. Дори след Сътворението на света Нун продължава да съществува в неговия край, за да се върне един ден, да го унищожи и да започне цикъла отново.
След Сътворението, Нун играе ролята на унищожител на човешкия род. Човечеството е унищожено, защото е престанало да уважава и да се подчинява на възрастния Ра, владетел на земята. Ра събира всички богове и богини, включително и Нун, и иска съвет от тях за това какво трябва да направи, за да разреши проблема. Нун предлага на Ра да унищожи човечеството. Ра се вслушва в съвета и Окото му (окото на Ра), във формата на богинята Сехмет обикаля Египет и убива всички мъже.
Нун е изобразяван като мъж с брада и зелено или синьо тяло, символизиращо водата и плодородието. Понякога е изобразяван и с женски гърди. В едната ръка той държи палмов лист, символ на дълъг живот. Втори палмов лист е поставян и на главата му. Сестра и съпруга на Нун е Нунет. Те били смятани эа първата съпружеска двойка в Древен Египет.
В Космогония, Енеада и Огдоада са показани как са го променили теологическите съждения.